# 赫魯希夫 (奧布希夫區)
赫魯希夫（烏克蘭語：Грушів），是烏克蘭中北部基輔州奧布希夫區勒日希夫市镇内的村落。始建於1600年，面積19.3平方公里，海拔高度158米，2001年人口528，人口密度每平方公里27.4人。